# Селюн, Павел Николаевич
Па́вел Никола́евич Селю́н (бел. Павел Мікалаевіч Сялюн; 1990; Вилейка, Минская область, БССР, СССР — 17 апреля 2014; Пищаловский замок, Минск, Белоруссия) — белорусский преступник, убивший жену и её любовника в 2012 году. В 2013 году приговорён к смертной казни, в 2014 году расстрелян по приговору суда.

## Биография
Павел вырос в Вилейке (Минская область). Отец ушёл из семьи, и Павла с братом-близнецом Андреем воспитала мать — преподаватель местного колледжа. В школе Павел учился хорошо. Поступил на исторический факультет Белорусского государственного университета, где также учился успешно, один из преподавателей написал на него положительную характеристику для суда.
Вскоре Павел познакомился с Викторией (предполагается, что они познакомились в интернете) — вокалисткой в двух начинающих black metal группах и художницей. В ноябре 2011 года они поженились, но Павел долго скрывал свои отношения от матери и не познакомил её с Викторией. Виктория тоже долго скрывала свои отношения от родителей и не познакомила их с Павлом. Он подрабатывал грузчиком, издавал андеграундный журнал Ciemra Zine (от бел. цемра — тьма). По отзывам знакомых, брак Павла и Виктории не ладился. Павел также скрывал от матери проблемы в отношениях с супругой. Виктория, в свою очередь, тоже скрывала от родителей проблемы в отношениях с супругом. 1 августа 2012 года она написала на своей странице Вконтакте, что едет в Гродно. 5 августа 2012 года Павел отправился в Гродно и застал Викторию со своим другом Алексеем Утовко.
Павел убил Викторию (на её теле были обнаружены многочисленные колото-резаные раны в области шеи, спины и живота) и Алексея, после чего расчленил тело последнего и выбросил все части тела, кроме головы, в мусорный бак во дворе. Через два дня, 7 августа 2012 года, Викторию нашли мёртвой в квартире, а в мусорном баке — расчленённое тело Алексея. Главным подозреваемым был признан Павел, и в тот же день его задержали в Волковыске (Гродненская область). В его вещах была обнаружена голова Алексея.
Павел признал вину и объяснил свои действия острой ревностью. Впрочем, следствие пришло к выводу, что Павел совершил двойное убийство не в состоянии аффекта, а осознанно. Павлу предъявили обвинение по нескольким пунктам статей Уголовного кодекса Республики Беларусь — ст. 139 «Убийство», ст. 205 «Кража», ст. 347 «Надругательство над трупом или могилой», ст. 378 «Хищение личных документов». Следствие рассматривало также возможные ритуальные цели убийства, поскольку было известно, что Павел и Виктория увлекались оккультизмом.
Гродненский областной суд рассматривал дело в закрытом режиме. На заседания ни разу не допустили мать Павла Тамару Селюн. 12 июня 2013 года суд приговорил его к исключительной мере наказания — смертной казни через расстрел. На той же неделе, 14 июня, к смертной казни был приговорён житель Гомеля Александр Грунов за жестокое убийство студентки. 17 сентября 2013 года Верховный суд Республики Беларусь оставил приговор в силе. Адвокаты Павла передали жалобу в Комитет по правам человека ООН, который принял её к рассмотрению (по существующим правилам, исполнение смертного приговора должно быть отложено до окончания рассмотрения дела в Комитете). Ожидая приговора в СИЗО-1 в Минске, Павел просил свою мать передавать ему книги по истории и философии. В одной камере с Селюном содержался приговорённый к смертной казни серийный убийца Эдуард Лыков. Павел написал прошение о помиловании на имя сына Александра Лукашенко, а его мать — Лукашенко и Патриаршему Экзарху всея Беларуси Филарету. Филарет ответил матери Селюна, что БПЦ «прилагает усилия, чтобы смертные приговоры в нашей стране не выполнялись», из администрации президента она получила уведомление, что её обращение получено.
18 апреля адвокат Павла пришла к нему в СИЗО-1 и узнала, что он «убыл» из СИЗО. Тамара Селюн, которой было назначено свидание с сыном 24 апреля, приехала в СИЗО, но дежурный сообщил ей, что Павла в СИЗО нет. 8 мая заместитель председателя Верховного суда, который ранее рассматривал апелляцию, на личном приёме подтвердил матери факт исполнения приговора. 14 мая мать Павла в Вилейском ЗАГСе получила свидетельство о смерти сына, указанная дата смерти – 17 апреля. Вскоре ей пришла посылка без обратного адреса, в которой были личные вещи сына — в частности, тюремная роба. Тамара Селюн обратилась с жалобой на жестокое обращение со стороны Департамента исполнения наказаний, т. к. ей прислали одежду сына, в которую он был одет, ожидая казни. В июле 2022 года Комитет признал нарушение её прав.

## В массовой культуре
- Д/ф «Трофей победителя» из цикла «Экспертиза преступлений»[16]
- Д/ф «Одержимый местью» из цикла «Тайны следствия»[17]